# Agesípolis III
Agesípolis III (grec antic: Ἀγησίπολις, llatí: Agesipolis) fou el 31è rei de la línia dels agíades d'Esparta, fill d'Agesípolis i net de Cleombrot II.
Destituït Cleòmenes III va ser elegit rei essent menor d'edat i posat sota custòdia del seu oncle Cleòmenes (fill de Cleombrot II) el 222 aC, segons diu Polibi. El va deposar molt aviat el seu col·lega Licurg quan va morir Cleòmenes el 219 aC. Licurg es va proclamar rei únic.
L'any 195 aC Agesípolis va encapçalar els exiliats lacedemonis que es van unir a Tit Quinti Flaminí en l'atac contra el tirà espartà Nabis, diu Titus Livi. El 183 aC va encapçalar una ambaixada en nom dels exiliats lacedemonis que va anar a Roma a demanar ajut, però pel camí el vaixell va ser atacat per uns pirates, i Agesípolis i altres exiliats van morir assassinats.